# Sigvard Strandh

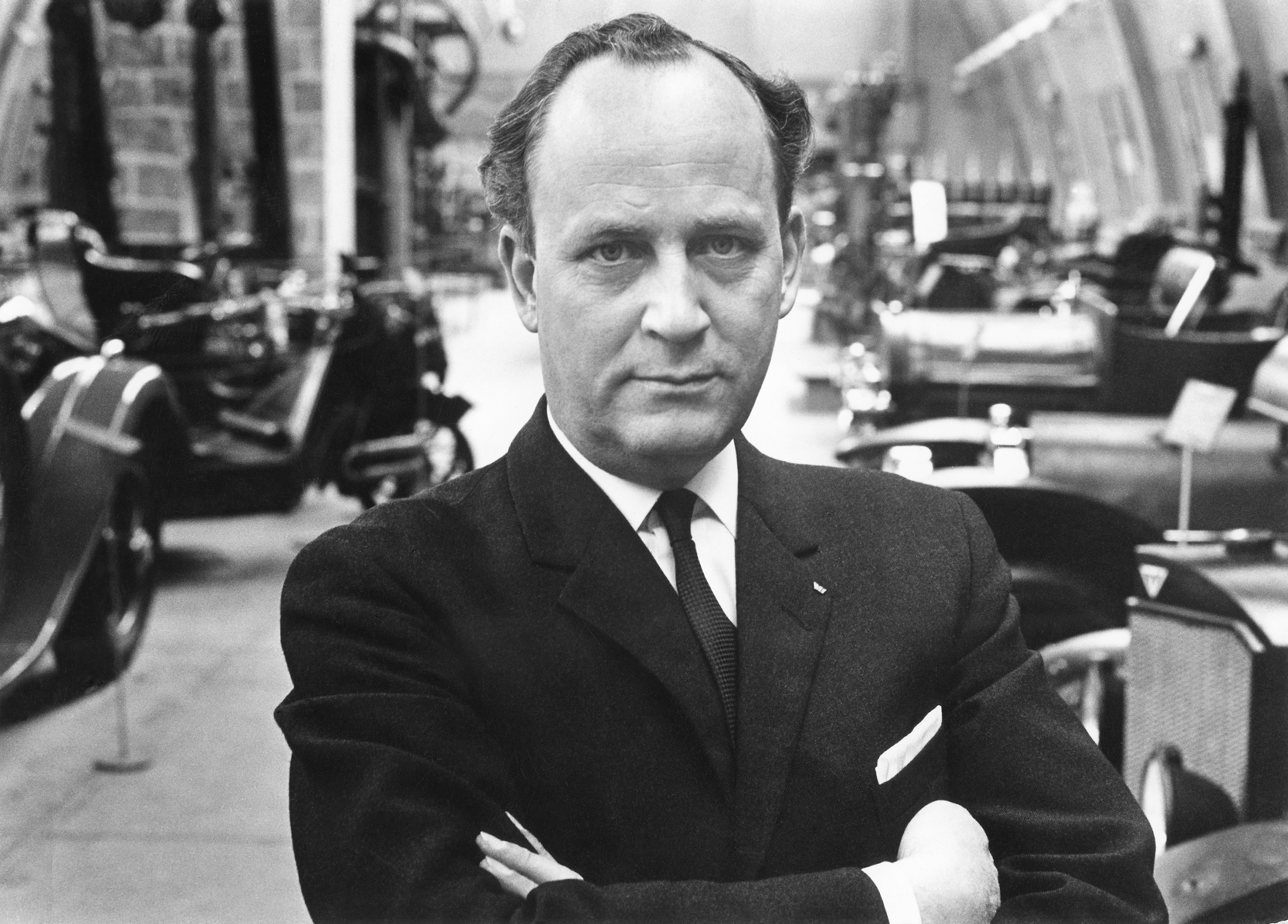
Sigvard Strandh.

Ernst Sigvard Strandh, född 26 mars 1921 i Skara, död 15 september 1987 i Söderfors, var en svensk civilingenjör, museiman, teknikhistoriker och författare.

## Biografi
Sigvard Strandh avlade civilingenjörsexamen i elektroteknik vid Chalmers tekniska högskola i Göteborg 1946. Därefter följde anställningar först vid Försvarets robotvapenbyrå samt därefter som chef för Svenska Teknologföreningens kursverksamhet. Under åren 1956 till 1960 var han teknisk-vetenskaplig attaché vid svenska ambassaden i Washington, D.C.. Strandh var chef för Tekniska Museet i Stockholm under åren 1962 till 1978. Mottagare av Polhemspriset 1974 för sina insatser avseende allmän teknikhistoria samt hedersdoktor 1980 vid Chalmers. Strandh gav ut åtskilliga teknikhistoriska böcker samt var verksam vid IVA:s teknikhistoriska råd. Han är begravd på Söderfors kyrkogård.